# (17991) Joshuaegan
(17991) Joshuaegan (1999 JN65) – planetoida z pasa głównego asteroid okrążająca Słońce w ciągu 3,48 lat w średniej odległości 2,29 j.a. Odkryta 12 maja 1999 roku.